# Barrera Jersey

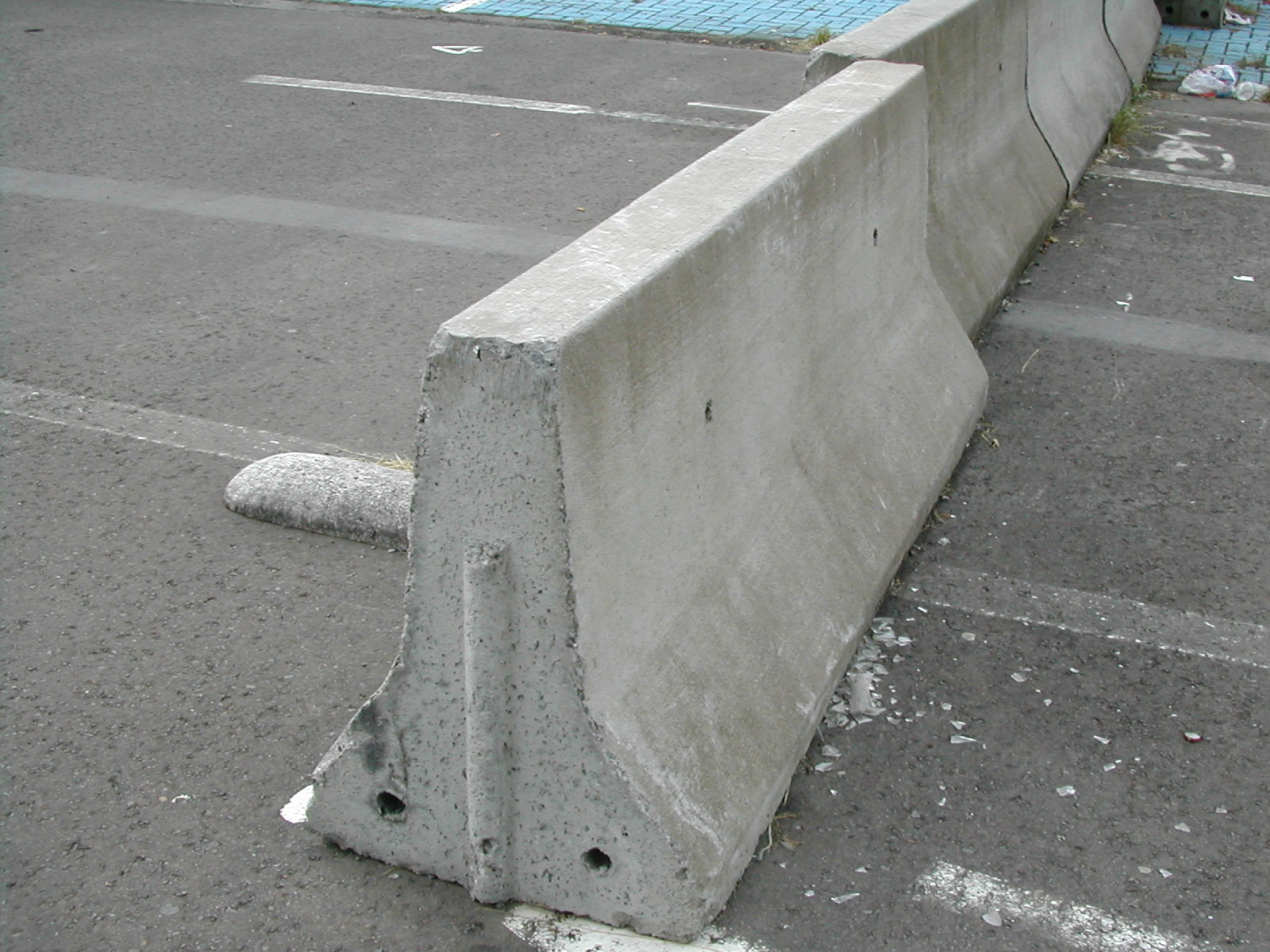
Barrera Jersey.

Una Barrera Jersey o mur Jersey (de Nova Jersey) és una barrera de formigó utilitzada per separar vies de circulació. Va ser concebut per minimitzar els danys al vehicle en cas de contacte accidental, tot impedint la col·lisió frontal en algunes vies. Té com a principals avantatges una elevada resistència al xoc i l'ocupació d'un espai molt petit.
La majoria de les barreres originals es van construir a Nova Jersey en els anys 1950 i fins a principis dels 60 no van ser "modulars"; van ser col·locades a les vorades. Moltes de les primeres instal·lacions (Ruta 46 al Comtat de Bergen i Comtat de Passaic) eren molt més curtes que les actuals, aproximadament dos peus d'alçada. Una barrera Jersey típica té 32 polzades (81 cm) d'alçada i és fet d'acer reforçat. Està fabricada amb formigó reforçat d'acer o plàstic. Molts es construeixen amb el reforç d'acer incrustat que sobresurt per cada extrem, permetent-los que s'incorporin a emplaçaments permanents.
Les barreres Jersey serveixen també com a barreres de seguretat o proteccions temporals contra els atacs suïcides.
Aquests separadors modulars de formigó són de vegades reemplaçats per un dispositiu més lleuger, el separador de polietilè, en una mena de con rectangular alternativament vermell i blanc.

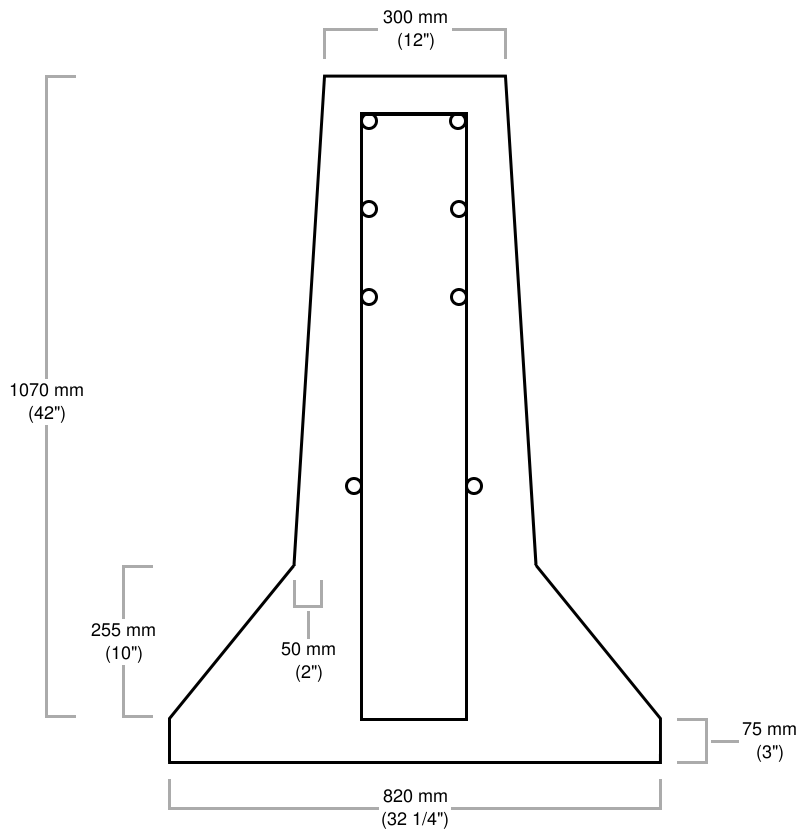
Tall d'una barrera Jersei.
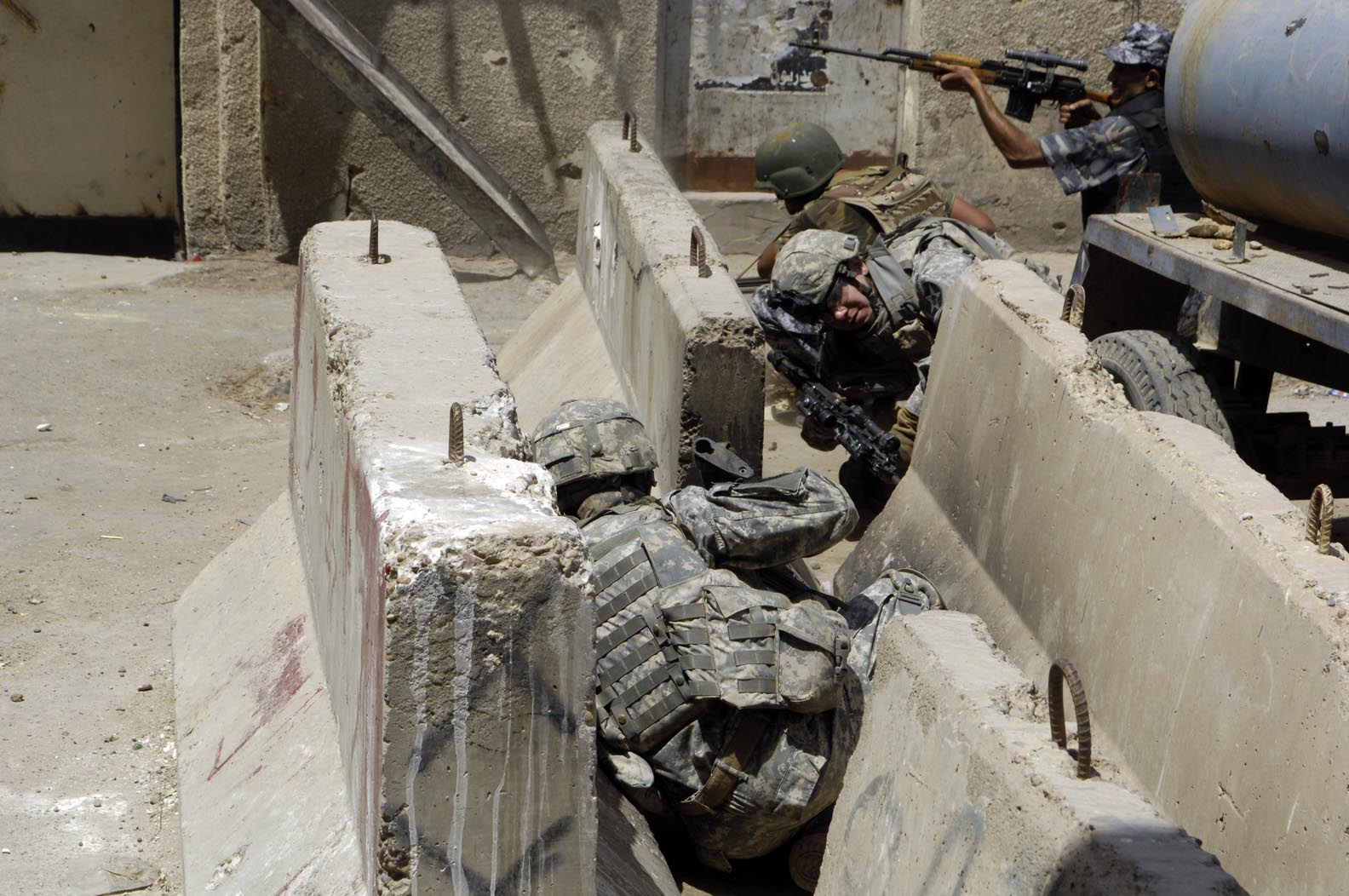
Soldats protegint-se darrere dels murs Jersei a Bagdad.
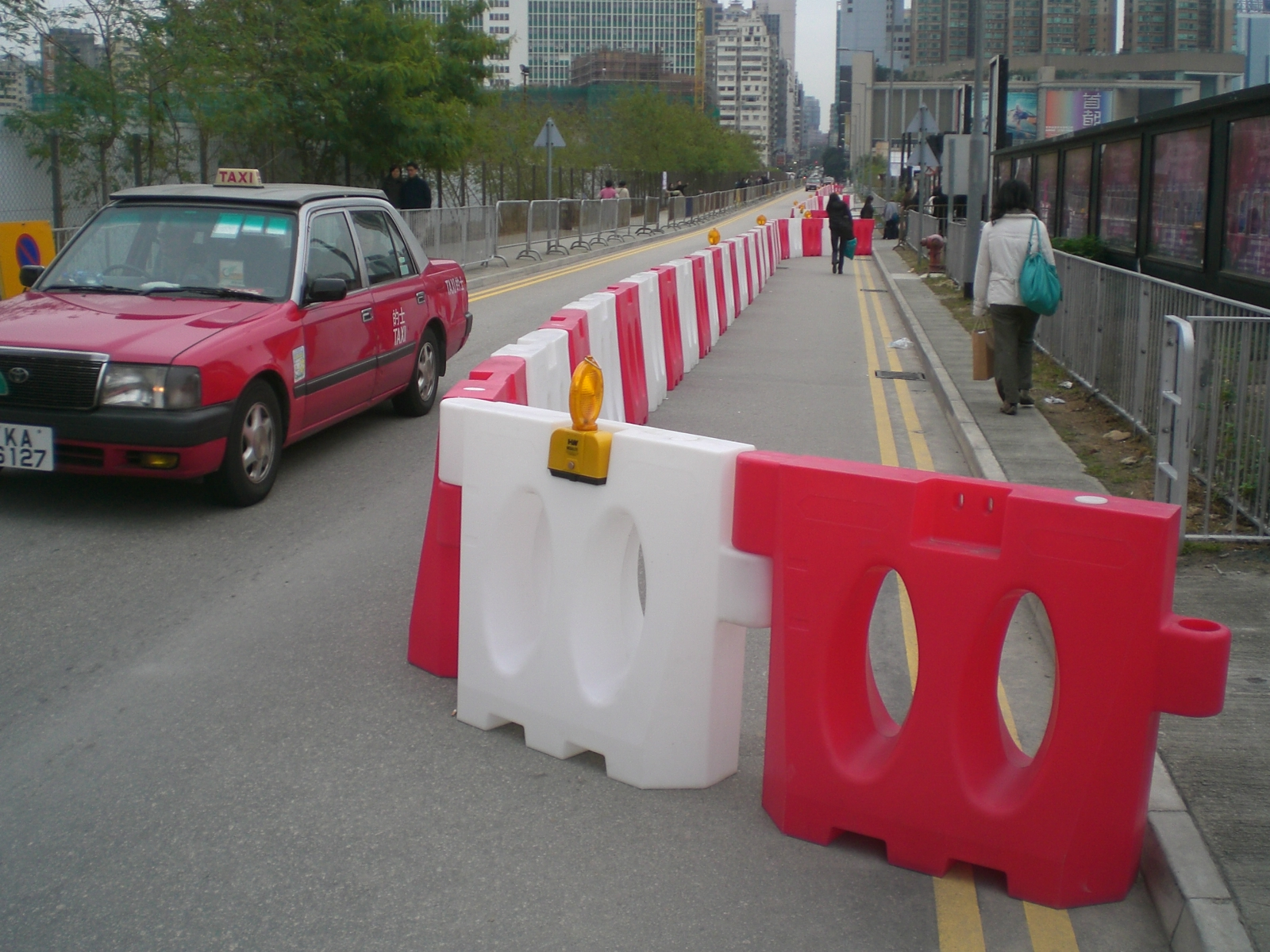
Separador de vies